# 索氏棘腹蛛
梭德氏棘蛛，又名廣腹棘蛛、索氏棘腹蛛、曹德氏棘蜘、曹氏棘腹蛛，
是金蛛科棘腹蛛属的物種，分布於臺灣、中國大陸的廣東省與海南島，以及越南。